# Hoacin chocholatý
Hoacin chocholatý (Opisthocomus hoazin) je pták žijící v povodí Amazonky a Orinoka. Vyskytuje se v pralesích a mangrovových porostech a je dokonale specializován k životu na stromech.

## Popis
Dorůstá délky 60–70 cm, váží 700–900 gramů. Má hnědá křídla a ocas, sytě zelenou hruď, dlouhý krk je zakončen malou hlavou, tváře jsou bez peří a kobaltově modře zbarvené. Nezvyklý vzhled dotváří chocholka z dlouhých per v zátylku. Hoacinové jsou těžkopádní letci; třetinu jejich těla zaujímá vole, v němž zpracovávají rostlinnou potravu podobným způsobem jako přežvýkavci, lenochodi aj.
Listí a ovoce, kterým se živí, se při trávení rozkládá a silně zapáchá, což vyneslo hoacinovi přezdívku „smradlavý pták“ (stinkbird). (Název hoacin pochází z nahuatlu a znamená „pták s chocholkou“, Aztékové tak nazývali jiný druh ptáka, patrně sokolce volavého. Hoacin se na území Mexika nevyskytuje – Aztékové s ním vůbec nepřicházeli do styku.)
Díky zápachu nemá hoacin přirozeného nepřítele.
Hnízdo staví tak vysoko, aby nebylo ohroženo vodou v období dešťů. Mláďata hoacinů se rodí neopeřená, ale hned po narození vidí a opouštějí hnízdo dříve, než začnou létat. Mají na každém křídle dva drápky, které užívají ke šplhání po stromech; ztrácejí je zhruba ve věku tří měsíců. Jsou také dobří plavci; když spadnou do vody, dokáží doplavat ke břehu a dostat se zpátky na větev. Mláďata z předchozího vrhu se zdržují poblíž rodičů.
Systematika hoacinů je dosud předmětem sporů. Někteří je řadí ke kurovitým ptákům, jiní ke kukačkám. Obvykle se přijímá názor, že tvoří samostatný archaický řád. Zdá se, že jedna linie, která v současnosti obsahuje jediný druh, se před 64 miliony let oddělila od jiných ptačích druhů. Jediným žijícím druhem je hoacin chocholatý.